# Gemelliporina glabra
Gemelliporina glabra är en mossdjursart som först beskrevs av Smitt 1873.  Gemelliporina glabra ingår i släktet Gemelliporina och familjen Cleidochasmatidae.
Artens utbredningsområde är Mexikanska golfen. Inga underarter finns listade i Catalogue of Life.